# 웨스트던바턴셔

웨스트던바턴셔

웨스트던바턴셔(영어: West Dunbartonshire, 스코틀랜드 게일어: Siorrachd Dhùn Bhreatainn an Iar)는 스코틀랜드의 의회 구역으로 행정 중심지는 덤버턴이며 면적은 159km2, 인구는 91,000명(2010년 기준), 인구 밀도는 570명/km2이다. 글래스고 서쪽에 위치하며 아가일 뷰트, 이스트던바턴셔, 렌프루셔와 접한다.